# Triolpolska
Triolpolska är en sorts polska som rent musikaliskt sett främst bestående av triolfigurer. Triolpolskor är vanligt förekommande i västra Sverige, norra Sverige och delar av Norge.